# Redmile
Redmile – wieś w Anglii, w hrabstwie Leicestershire, w dystrykcie Melton. Leży 38 km na północny wschód od miasta Leicester i 162 km na północ od Londynu.